# BRIDGE (SPEEDのアルバム)
『BRIDGE』（ブリッヂ）は、日本の女性グループSPEEDの4枚目のオリジナルアルバム。グループが2度目の再結成を行ったときにリリースされた作品である。

## 解説
- 本作からのパイロットシングルとして、全国ツアーで先行披露された2曲を収録した『Walking in the rain／Stars to shine again』も同時リリースされた。
- SPEEDの作品で初めて伊秩弘将、水島康貴以外の作家による楽曲が収録された。伊秩の楽曲、伊秩以外の作家の楽曲を交互に収録している。
- 参加アーティストは、Tommy february6、ゴスペラーズ、つんく♂、CHARA、葉山拓亮。
- 歌詞カードには、伊秩によるライナーノーツと各参加アーティストからのコメントが掲載されている。
- 初回生産分のみ紙製スリーブケース仕様で、ブックレットの表紙にジャケットと異なる写真を用いている。
- 先着特典でポスターが配布された。
- リリース当時、レーベル公式サイトで本作と前出シングルのアーティスト写真を用いたノートパッド、メモパッド用のPDFファイル（無地の紙に印刷することで使用出来る）が公開されていた。
- コピーコントロールCDとしてリリースされたが、後にCDDA版も流通している。

## 収録曲
|      | タイトル | 作詞            | 作曲               | 編曲                |
| 補足 | 補足 | 補足            | 補足               |                     |
| ---- | --- | --------------- | ------------------ | ------------------- |
| 1    | Be My Love | 伊秩弘将        | 伊秩弘将           | 水島康貴            |
| 1    | 13thシングル |                 |                    |                     |
| 2    | Stars to shine again | Tommy february6 | MALIBU CONVERTIBLE | 上杉洋史            |
| 2    | 14thシングル「Walking in the rain／Stars to shine again」の2曲目。メインボーカルは島袋寛子と上原多香子。2003年の再結成ライブで先行披露された。 |                 |                    |                     |
| 3    | Cryin' | 伊秩弘将        | 伊秩弘将           | Gajin               |
| 3    | 2009年の全国ツアーでも披露された。 |                 |                    |                     |
| 4    | Walking in the rain | 安岡優          | 黒沢薫             | 宇佐美秀文 松本圭司 |
| 4    | 14thシングル「Walking in the rain／Stars to shine again」の1曲目。2003年の再結成ライブで先行披露された。                                       |                 |                    |                     |
| 5    | Need Your Hands, Tonight | 伊秩弘将        | 伊秩弘将           | 林田健司 中山聡     |
| 6    | WAY TO GO! | つんく          | つんく             | 酒井ミキオ          |
| 7    | Bridge to Heaven | 伊秩弘将        | 伊秩弘将           | 木村玲              |
| 7    | アルバムのリードトラック。 |                 |                    |                     |
| 8    | KISS | CHARA EMA       | CHARA              | 成田真樹 五十嵐慎一 |
| 8    | メインボーカルは上原多香子と新垣仁絵。 |                 |                    |                     |
| 9    | 君とまた逢える日を | 伊秩弘将        | 伊秩弘将           | 清水信之            |
| 10   | Still Blowing | 葉山拓亮        | 葉山拓亮           | 葉山拓亮            |
| 11   | 華 | 伊秩弘将        | 伊秩弘将           | 水島康貴            |
| 12   | 四ツ葉のクローバー | 安岡優          | 北山陽一           | 岩田雅之            |
| 13   | WITH… | 伊秩弘将        | 伊秩弘将           | 旭純                |
| 13   | ほとんどのパートを島袋寛子が歌っている。 |                 |                    |                     |

## 商品規格
- AVCD-16042（CCCD） 定価￥3,059